# Tranquillitas

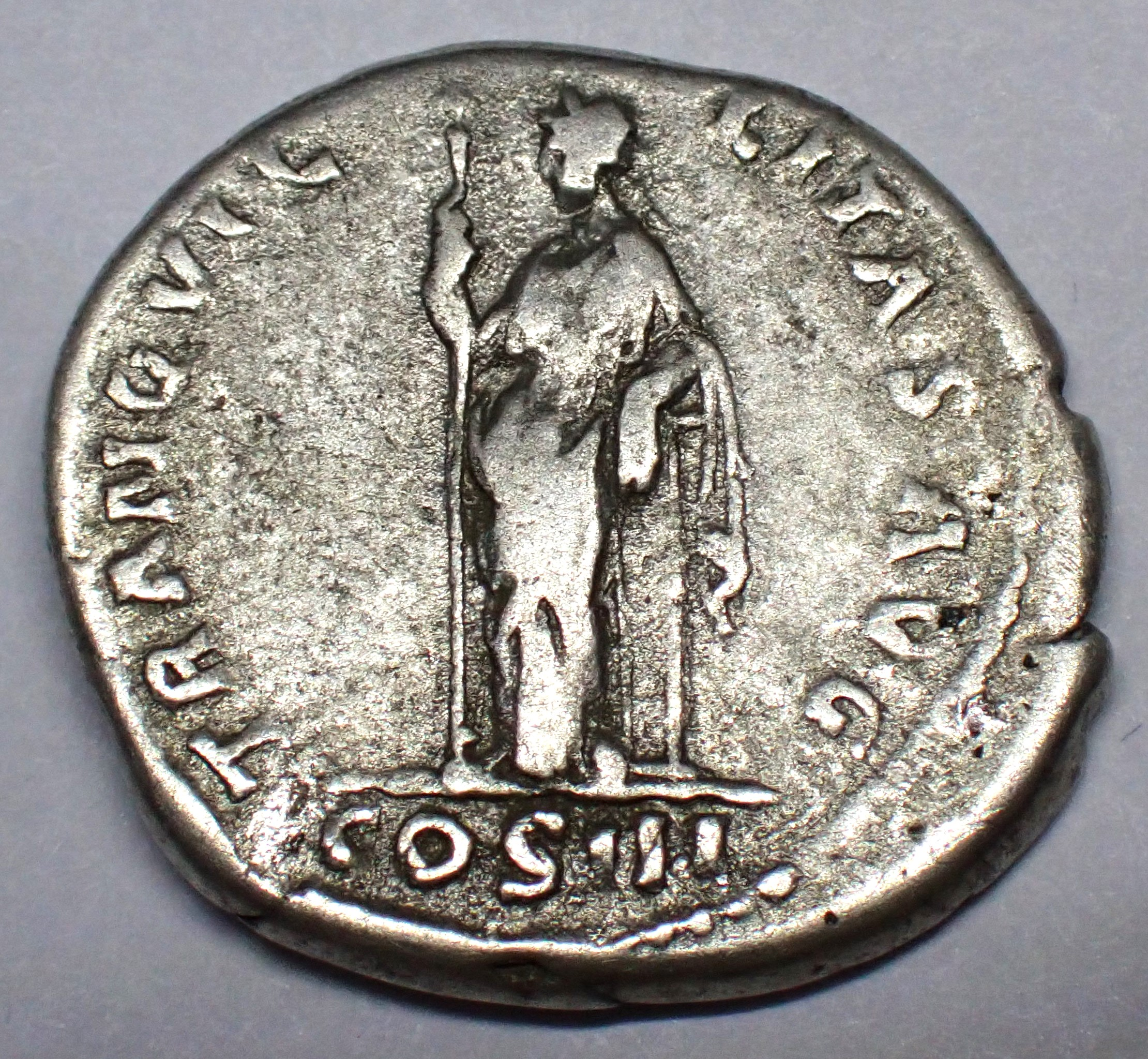
Tranquillitas auf dem Revers eines Denares des Kaisers Hadrian

Tranquillitas war die römische Personifikation der Ruhe, in der Schifffahrt im Sinne der Meeresstille und in der Politik im Sinne der Sicherheit des Staates.